# 306

## Догађаји
- Константин уводи толеранцију према хришћанима на својим територијама.
- Константин оснива своју престоницу у Аугуста Треверорум (Трир). Започиње велико ширење града, јачајући зидине, проширујући комплекс палате и градећи Царске терме.
- Надовезујући се на Диоклецијанове напоре, Галерије уводи бирачки порез у централну и јужну Италију и смањује величину Преторијанске гарде, са плановима да у потпуности распусти гарду.
- Зима: Константин се успешно бори против Франка.
- Галерије има саграђену Галеријеву ротонду у Солуну.
- У Кини се завршава рат осам принчева.
- Елвирски сабор завршава издавањем различитих канона, укључујући и онај који проглашава да је убијање магијском чаролијом грех и дело ђавола.
- Митрофан Цариградски постаје епископ Византије.
- Хришћанство је успостављено у римској Британији. Британски епископи учествују на саборима у Арлу (314), Никеји (325) и Арминуму (349).

### Јул
25. јул – Констанције I умире изван Еборакума (данашњи Јорк). Константина, стар 23 или 24 године, његове трупе проглашавају за цара. Цар Галерије даје Константину титулу цезара, а Флавија Валерија Севера уздиже за цара у западном делу Римског царства.

### Октобар
28. октобар — Максенције, син бившег западног цара Максимијана, предводи побуну преторијанске гарде и чланова Сената у Риму и проглашава се за цара. Јужна Италија подржава Максенција, као и Африка, Корзика, Сардинија и Сицилија. Максенције опозива Максимијана из пензије, који се придружује свом сину у Риму.

## Рођења
- Јефрем Сирин, сиријски теолог и светитељ (ум. 373.)

## Смрти
- Википедија:Непознат датум — Констанције Хлор - римски цар.
- Википедија:Непознат датум — Свети мученици Амфијан и Едесије - хришћански светитељи.
- Википедија:Непознат датум — Свети мученик Улпијан - хришћански светитељ.

- Википедија:Непознат датум — Димитрије Солунски, римски војник и мученик
- Википедија:Непознат датум — Сима Јинг, кинески принц из династије Јин (р. 279.)
- 17. фебруар – Свети Теодор Тирон - хришћански светитељ.
- 4. март – Свети Адријан и Наталија - Никомидијски мученици
- 25. август – Магин, хришћански пустињак и мученик